# Piotr Pyrdoł
Piotr Pyrdoł (Łódź, 27 aprile 1999) è un calciatore polacco, attaccante del Pogoń Siedlce.

## Caratteristiche tecniche
È un'ala destra.

## Carriera

### Club
Cresciuto nel settore giovanile dell'ŁKS, debutta in prima squadra il 29 luglio 2017 in occasione dell'incontro di III liga pareggiato 0-0 contro il ROW 1964 Rybnik. il 10 gennaio 2020 passa al Wisła Cracovia dove gioca solamente due incontri; il 26 agosto seguente viene ceduto a titolo definitivo al Wisła Płock.

### Nazionale
Ha giocato nelle nazionali giovanili polacche Under-20 ed Under-21.

## Statistiche
Statistiche aggiornate al 13 maggio 2021.

### Presenze e reti nei club
| Stagione        | Squadra         | Campionato      | Campionato | Campionato | Coppe nazionali | Coppe nazionali | Coppe nazionali | Coppe continentali | Coppe continentali | Coppe continentali | Altre coppe | Altre coppe | Altre coppe | Totale | Totale | Totale |
| Stagione        | Squadra         | Comp            | Pres       | Reti       | Comp            | Pres            | Reti            | Comp               | Pres               | Reti               | Comp        | Pres        | Reti        | Pres   | Reti   |        |
| --------------- | --------------- | --------------- | ---------- | ---------- | --------------- | --------------- | --------------- | ------------------ | ------------------ | ------------------ | ----------- | ----------- | ----------- | ------ | ------ | ------ |
| 2017-2018       | ŁKS             | 2L              | 33         | 5          | CP              | 0               | 0               |                    | -                  | -                  |             | -           | -           | 33     | 5      |        |
| 2018-2019       | ŁKS             | 1L              | 25         | 0          | CP              | 1               | 0               |                    | -                  | -                  |             | -           | -           | 26     | 0      |        |
| 2019-gen. 2020  | ŁKS             | EK              | 10         | 1          | CP              | 2               | 1               |                    | -                  | -                  |             | -           | -           | 12     | 2      |        |
| gen.-giu. 2020  | Wisła Cracovia  | EK              | 2          | 0          | CP              | 0               | 0               |                    | -                  | -                  |             | -           | -           | 2      | 0      |        |
| 2020-2021       | Wisła Płock     | EK              | 14         | 0          | CP              | 1               | 0               |                    | -                  | -                  |             | -           | -           | 15     | 0      |        |
| Totale carriera | Totale carriera | Totale carriera | 84         | 6          |                 | 4               | 1               |                    | -                  | -                  |             | -           | -           | 88     | 7      |        |